# Katja Mast
Katja Mast (nascida em 4 de fevereiro de 1971) é uma política alemã. Nasceu em Offenburg, Baden-Württemberg, e representa o SPD. Katja Masthas serviu como membro do Bundestag do estado de Baden-Württemberg desde 2005.

## Vida
Ela tornou-se membro do Bundestag após as eleições federais alemãs de 2005. Ela é membro do Comité de Mediação.